# Satoru Makino
Satoru Makino (født 25. november 1990) er en japansk tidligere professionel fodboldspiller.
Han har spillet for flere forskellige klubber i sin karriere, herunder Zweigen Kanazawa og FC Ryukyu.